# Mensagens de boa vontade da Apollo 11

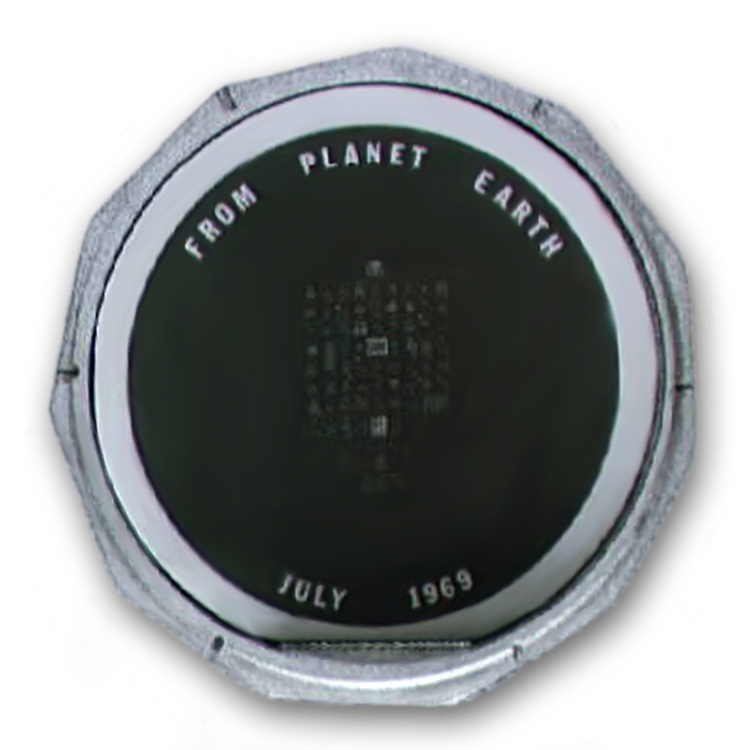
O disco de silício com as mensagens de boa vontade deixado na Lua pelos astronautas da Apollo 11

As mensagens de boa vontade da Apollo 11 são declarações feitas por líderes de 73 países ao redor do mundo num disco com o tamanho aproximado de uma moeda de cinquenta centavos feita de Silício que foi deixada na Lua pelos astronautas da Apollo 11.
O disco também carrega os nomes da liderança do Congresso, os quatro comitês da Casa e Senado responsáveis pela legislação relacionada com a NASA e os principais administradores da mesma, incluindo administradores do passado e adjuntos.
No topo do disco está a inscrição: "Mensagens de boa vontade de ao redor do mundo trazidas à Lua pelos astronautas da Apollo 11."  Ao redor do aro está a declaração: "Do Planeta Terra -- Julho de 1969". O disco foi produzido pela Empresa Sprague Electric de North Adams (Massachusetts). O diretor da NASA Thomas O. Paine propôs a ideia ao Departamento de Estado norte-americano e correspondeu-se com líderes mundiais para pedir suas mensagens. Estas foram consagradas por serem fotografadas e reduzidas à escala 1/200 para gravação em silício ultra microfiche. O disco está num estojo de alumínio no Mare Tranquillitatis.

## Países representados nas mensagens
| País                 | Assinado por                                              |
| -------------------- | --------------------------------------------------------- |
| Afeganistão          | HM Rei Maomé Zair Xá                                      |
| África do Sul        | Presidente Jacobus Johannes Fouché                        |
| Alto Volta           | Presidente Sangoulé Lamizana                              |
| Argentina            | HE Presidente Juan Carlos Onganía                         |
| Austrália            | Rt. Hon. Primeiro-Ministro John Gorton                    |
| Bélgica              | HM Rei Balduíno                                           |
| Brasil               | HE Presidente Artur da Costa e Silva                      |
| Canadá               | Rt. Hon. Primeiro-Ministro Pierre Trudeau                 |
| Chade                | HE Presidente François Tombalbaye                         |
| Chile                | HE Presidente Eduardo Frei Montalva                       |
| China                | HE Presidente Chiang Kai-shek                             |
| Chipre               | HE Presidente Makarios III                                |
| Colômbia             | HE Presidente Carlos Lleras Restrepo                      |
| RD Congo             | HE Presidente Joseph-Desiré Mobutu                        |
| Coreia do Sul        | Presidente Park Chung-hee                                 |
| Costa do Marfim      | Presidente Félix Houphouët-Boigny                         |
| Costa Rica           | HE José Joaquín Trejos Fernández Presidente da Costa Rica |
| Daomé                | HE Émile Derlin Zinsou Presidente do Daomé                |
| Dinamarca            | HM Frederico IX Rei da Dinamarca                          |
| Equador              | Presidente José María Velasco Ibarra                      |
| Essuatíni            | Rei Sobhuza II                                            |
| Estados Unidos       | Presidente                                                |
| Etiópia              | HIM Haile Selassie I Imperador da Etiópia                 |
| Estónia              | Consul Geral Ernst Jaakson                                |
| Filipinas            | Presidente Ferdinand Marcos                               |
| Gana                 | Chefe de Estado do Gana Akwasi Afrifa                     |
| Grécia               | Georgios Zoitakis Regente da Grécia                       |
| Guiana               | Primeiro-Ministro Forbes Burnham                          |
| Índia                | Primeira-Ministra Indira Gandhi                           |
| Irã                  | HIM Xá Maomé Reza Pálavi                                  |
| Irlanda              | Presidente Éamon de Valera                                |
| Islândia             | Presidente Kristján Eldjárn                               |
| Israel               | Presidente Zalman Shazar                                  |
| Itália               | Presidente Giuseppe Saragat                               |
| Iugoslávia           | Presidente Josip Broz Tito                                |
| Jamaica              | Primeiro-Ministro Hugh Shearer                            |
| Japão                | Primeiro-Ministro Eisaku Sato                             |
| Laos                 | HM Sisavang Vatthana                                      |
| Letónia              | Counselheiro Anatols Dinbergs                             |
| Líbano               | Presidente Charles Helou                                  |
| Libéria              | Presidente William Tubman                                 |
| Lesoto               | Primeiro-Ministro Leabua Jonathan                         |
| Madagascar           | Presidente Philibert Tsiranana                            |
| Malásia              | HM Rei Ismail Naceradim Xá                                |
| Maldivas             |                                                           |
| Mali                 | Presidente Moussa Traoré                                  |
| Malta                | Primeiro-Ministro Giorgio Borg Olivier                    |
| Maurícia             | Primeiro-Ministro Seewoosagur Ramgoolam                   |
| Marrocos             | Rei Haçane II de Marrocos                                 |
| México               | Presidente Gustavo Díaz Ordaz                             |
| Nicarágua            | Presidente Anastasio Somoza Debayle                       |
| Noruega              | Rei Olavo V                                               |
| Nova Zelândia        | Rt. Hon. Primeiro-Ministro Keith Holyoake                 |
| Países Baixos        | Rainha Juliana dos Países Baixos                          |
| Panamá               | Presidente Bolívar Urrutia Parrilla                       |
| Paquistão            | Presidente Yahya Khan                                     |
| Peru                 | Presidente Juan Velasco Alvarado                          |
| Polónia              | Embaixador Jerzy Michałowski                              |
| Portugal             | Presidente Américo Tomás                                  |
| Quénia               | Presidente Jomo Kenyatta                                  |
| República Dominicana | Presidente Joaquin Balaguer                               |
| Romênia              | Presidente Nicolae Ceaușescu                              |
| Senegal              | Presidente Léopold Sédar Senghor                          |
| Serra Leoa           | Primeiro-Ministro Siaka Stevens                           |
| Tailândia            |                                                           |
| Togo                 | Presidente Etienne Eyadema                                |
| Trindade e Tobago    | Primeiro-ministro Eric Williams                           |
| Tunísia              | Presidente Habib Bourguiba                                |
| Turquia              | Presidente Cevdet Sunay                                   |
| Reino Unido          | HM Rainha Elizabeth II                                    |
| Uruguai              | Presidente Jorge Pacheco Areco                            |
| Vaticano             | HH Papa Paul VI                                           |
| Vietname do Sul      | Presidente Nguyễn Văn Thiệu                               |
| Zâmbia               | Presidente Kenneth Kaunda                                 |

1. 1 2  Na época, o Governo Norte-Americano não reconhecia a anexação Soviética dos países Bálticos.